# San Carlos de Apoquindo
San Carlos de Apoquindo (del quechua sureño: Apu k'intu ‘Ramillete de hojas de coca selectas para el supremo’) es un barrio y distrito censal ubicado al oriente de la comuna de Las Condes y sobre la Falla de Ramón, al noreste de la ciudad de Santiago de Chile.

## Ubicación
Este sector se ubica en la precordillera. Los límites del distrito censal que lleva el nombre de San Carlos de Apoquindo son: al norte, la avenida Charles Hamilton y la Quebrada Las Cañitas; al oriente, el cordón montañoso que marca el fin de la comuna; al sur, la quebrada que nace desde el Alto del Naranjo y llega hasta la avenida La Plaza, las avenidas Monseñor Álvaro del Portillo, General Blanche y Quebrada Honda Norte; al oeste, la avenida Francisco Bulnes Correa y el camino San Francisco de Asís. Esta división, sin embargo, deja fuera hitos importantes del barrio como la Universidad de los Andes y su clínica anexa, que quedan en el distrito de Cerro Apoquindo.
Se encuentra además sobre la falla de Ramón, falla de tipo inversa que se encuentra activa. El 27 de noviembre de 2010 se registró un sismo de 4,7° Richter con epicentro en esta zona a 101,2 km de profundidad.

## Composición social
El sector concentra población mayoritariamente de altos ingresos y posee servicios tales como supermercados, bancos, cafés, clínicas y universidades. Entre estas últimas se encuentran la Universidad de los Andes y la Universidad del Desarrollo, además de una sede del instituto profesional DuocUC. El barrio también cuenta con la Clínica San Carlos de la Universidad Católica. y la Clínica de la Universidad de los Andes.
El barrio también abarca al Complejo Deportivo San Carlos de Apoquindo, de propiedad del Club Deportivo Universidad Católica, y entre sus instalaciones destaca el Estadio San Carlos de Apoquindo del equipo de fútbol homónimo.